# Augustin Jordan
Augustin Marie Camille Jordan (Parigi, 10 dicembre 1910 – Saint-Léger-sous-Beuvray, 24 marzo 2004) è stato un militare e ambasciatore francese, paracadutista dello Special Air Service britannico nel corso della seconda guerra mondiale, decorato con l'Ordre de la Libération.

## Biografia
Nacque a Parigi, nel VII arrondissement, il 10 dicembre 1910, figlio di Jean Luis, segretario generale della Banca franco-serba. e di Marie Augustine Blanchet.
Dopo aver compiuto gli studi in lettere e giurisprudenza al Collège Stanislas, si laureò in diritto pubblico ed economia politica alla Scuola Libera di Scienze Politiche.
Prestò servizio militare nell'Armée de terre in cavalleria (1931-1932) presso il 4° Dragons Portés a Verdun, e poi divenne collaboratore di Louis Joxe al Centro di studi di politica estera e di Pierre Brossolette all'Europe Nouvelle dal 1934 al 1937.
Nel dicembre 1937 fu nominato segretario generale del Comitato centrale degli industriali a Casablanca, Marocco.
Nel 1939 fu mobilitato a Marrakech come maresciallo nel 2º Reggimento Spahis marocchini che prese posizione nelle Ardenne dal novembre 1939 al gennaio 1940. Frequentò un corso per aspirante ufficiale a Saumur e, promosso ufficiale, fu inviato nuovamente a Marrakech.
Il 18 giugno 1940 ascoltò l'appello del generale Charles de Gaulle agli ufficiali francesi per continuare a combattere contro i tedeschi e ottiene rapidamente di essere smobilitato.
Dopo aver ottenuto un visto spagnolo, via Tangeri e Gibilterra,  si unì alle Forces françaises libres a Londra il 19 settembre 1940, dopo un viaggio di tre settimane.
Fino al febbraio 1941, lavorò inizialmente nei servizi civili a Carlton Gardens (quartier generale delle FFL), dove, in particolare con Joseph Hackin e Pierre Olivier Lapie, lavorò alla costituzione dei primi comitati della Francia libera che apparvero in tutto il mondo dall'estate 1940, a sostegno dell'azione del generale de Gaulle.
Desiderava un incarico in una unità da combattimento e nel maggio 1941 entrò a far parte del 2° Ufficio di Stato Maggiore della 1ª Brigata FFL posta agli ordini del generale Paul Legentilhomme. Nel giugno 1941 prese parte alla campagna di Siria contro le forze di Vichy al comando del generale Henri Dentz.
Dal luglio al dicembre 1941 fece parte dello stato maggiore della Siria del Sud (Damasco), e poi si unì ai ranghi della 1ª Compagnia cacciatori paracadutisti delle Forces aériennes françaises libres (futuro 2º Reggimento cacciatori paracadutisti) come tenente e ufficiale in seconda. Dopo aver stazionato a Beirut e Damasco, il 2 gennaio 1942 l'unità si stabilì a Kabret, sulle rive del canale di Suez. Era integrata nella Brigata dello Special Air Service comandata dal maggiore David Stirling.
Le SAS francesi divennero le French Squadron e si distinsero con violente incursioni compiute nelle retrovie nemiche e sugli aeroporti tedeschi, ottenendo risultati di grande rilievo; a Creta, nel giugno 1942, e, contemporaneamente, in Libia dove lui e i suoi uomini operarono attaccando gli aeroporti di Derna-Martuba.
Il mese successivo, ai suoi ordini, il mese successivo le SAS francesi operarono in Cirenaica, distruggendo numerosi aerei tedeschi e depositi di munizioni a terra. Nell'agosto 1942 fu promosso capitano.
A settembre comandò il distaccamento francese che avrebbe dovuto operare contro il porto di Bengasi, ma scoperta dai servizi segreti nemici, l'operazione fallì.
In Tunisia, il 27 gennaio 1943, durante un'incursione dietro le linee nemiche, fu fatto prigioniero mentre cercava di rientrare nelle linee alleate.
Inviato in Germania fu rinchiuso nel castello di Colditz, vi trovò il maggiore Stirling e il capitano Bergé, il primo capo dei paracadutisti francesi catturato a Creta nel giugno 1942.
Rilasciato nell'aprile 1945 concluse la guerra con il grado di comandante.
Dopo la fine del conflitto entrò al Ministero degli Affari Esteri come primo segretario. Dopo due primi incarichi ad Atene e a Bonn, nel 1954 fu nominato capo di gabinetto di Christian Fouchet, Ministro degli Affari tunisini e marocchini nel governo Pierre Mendès-France. L'anno successivo divenne direttore dell'amministrazione centrale del Ministero degli Affari Esteri. Concluse la sua carriera diplomatica come ambasciatore francese a Varsavia (1970-1973), e poi a Vienna (1973-1975). Si spense il 24 marzo 2004 a Saint-Léger-sous-Beuvray (Saône-et-Loire) dove è sepolto.

## Pubblicazioni
- Une lignée de huguenots dauphinois et ses avatars. Les Jordan de Lesche-en-Diois du xvie au xxe siècle, Éditeur Soprep, 1983.

### Annotazioni
1. ↑  Suo nonno era professore di matematica al Collège de France.

### Fonti
1. 1 2 3 4 5 6 7 8 9 10 11 12 13 14 15 16 17 18 19 20 21 22 23 24  Ordre de la Liberation.
2. 1 2 3 4 5 6 7 8 9 10  Le Monde.